# Maduranthakam
Maduranthakam (Tamil: மதுராந்தகம் Maturāntakam [ˈmad̪ɯˌɾaːn̪d̪əɡʌm]; auch Madurantakam, Maduranthagam, Madhuranthakam) ist eine Stadt im indischen Bundesstaat Tamil Nadu mit rund 31.000 Einwohnern (Volkszählung 2011).
Maduranthakam liegt rund 80 Kilometer südwestlich von Chennai (Madras) im Hinterland der Küste des Golfs von Bengalen am Ufer des Maduranthakam-Sees. Die Stadt ist Hauptort des Taluks Maduranthakam im Distrikt Chengalpattu. Die nächstgrößeren Städte sind Chengalpattu 24 Kilometer nördlich und Tindivanam 42 Kilometer südlich.
Durch Maduranthakam führt der National Highway 45 (Grand Southern Trunk Road), eine der wichtigsten Verkehrsadern Tamil Nadus. Außerdem ist die Stadt über die Strecke Chennai–Tiruchirappalli an das Eisenbahnnetz angeschlossen.
Maduranthakam ist nach dem Chola-Herrscher Uttama Chola (973–985) benannt, der den Beinamen Madurantaka („Zerstörer Madurais“) trug. In Maduranthakam befindet sich der Gott Rama geweihte Eri-Katha-Ramar-Tempel. In diesem Tempel empfing im 11. Jahrhundert der berühmte Hindu-Philosoph Ramanuja seine Initiation.
89 Prozent der Einwohner Maduranthakams sind Hindus, 7 Prozent Muslime und 3 Prozent Christen. Die Hauptsprache ist, wie in ganz Tamil Nadu, das Tamil, das von 90 Prozent der Bevölkerung als Muttersprache gesprochen wird. 5 Prozent sprechen Telugu und 4 Prozent Urdu.